# Hishimonus obscurus
Hishimonus obscurus är en insektsart som beskrevs av Heller och Rauno E. Linnavuori 1968. Hishimonus obscurus ingår i släktet Hishimonus och familjen dvärgstritar. Inga underarter finns listade i Catalogue of Life.